# Tarac
A Tarac (ukránul: Тересва [Tereszva]) folyó Kárpátalján, a Tisza jobb oldali mellékvize. Hossza 56 km, vízgyűjtő területe 1225 km². Esése 6 ‰.
Királymezőnél jön létre két forrásága, a Kis-Tarac (Mokrjanka) és a Bruszturjanka (Teresulka) egyesüléséből. A folyó hegyi jellegű. A Máramarosi-medence irányába folyik. Taracköz mellett ömlik a Tiszába.

## Települések a folyó mentén
(Zárójelben az ukrán név szerepel)
- Királymező (Усть-Чорна)
- Tarackraszna (Красна)
- Dombó (Дубове)
- Alsókálinfalva (Калини)
- Gánya (Ганичі)
- Nyéresháza (Нересниця)
- Irhóc (Вільхівці)
- Kökényes (Терново)
- Nyágova (Добрянське)
- Nagykirva (Крива)
- Kiskirva (Біловарці)
- Taracköz (Тересва)

## Mellékvizek
Jelentősebb mellékvizei (zárójelben a torkolattól mért távolság):
- Vulhovcsik (jobb part, 14 km)
- Lonka-patak (jobb part, 20 km)
- Teresel-patak (jobb part, 23 km)
- Krasznisora (jobb part, 39 km)
- Kis-Tarac (jobb forráság, jobb part, 56 km)
- Bruszturjanka (bal forráság, bal part, 56 km)